# دایره سگو
دایره سگو (به لاتین: Ségou Cercle) یک منطقهٔ مسکونی در مالی است که در استان سگو واقع شده‌است. دایره سگو ۱۰٬۸۴۴ کیلومتر مربع مساحت و ۶۹۱٬۳۵۸ نفر جمعیت دارد.